# Mitsubishi Motors

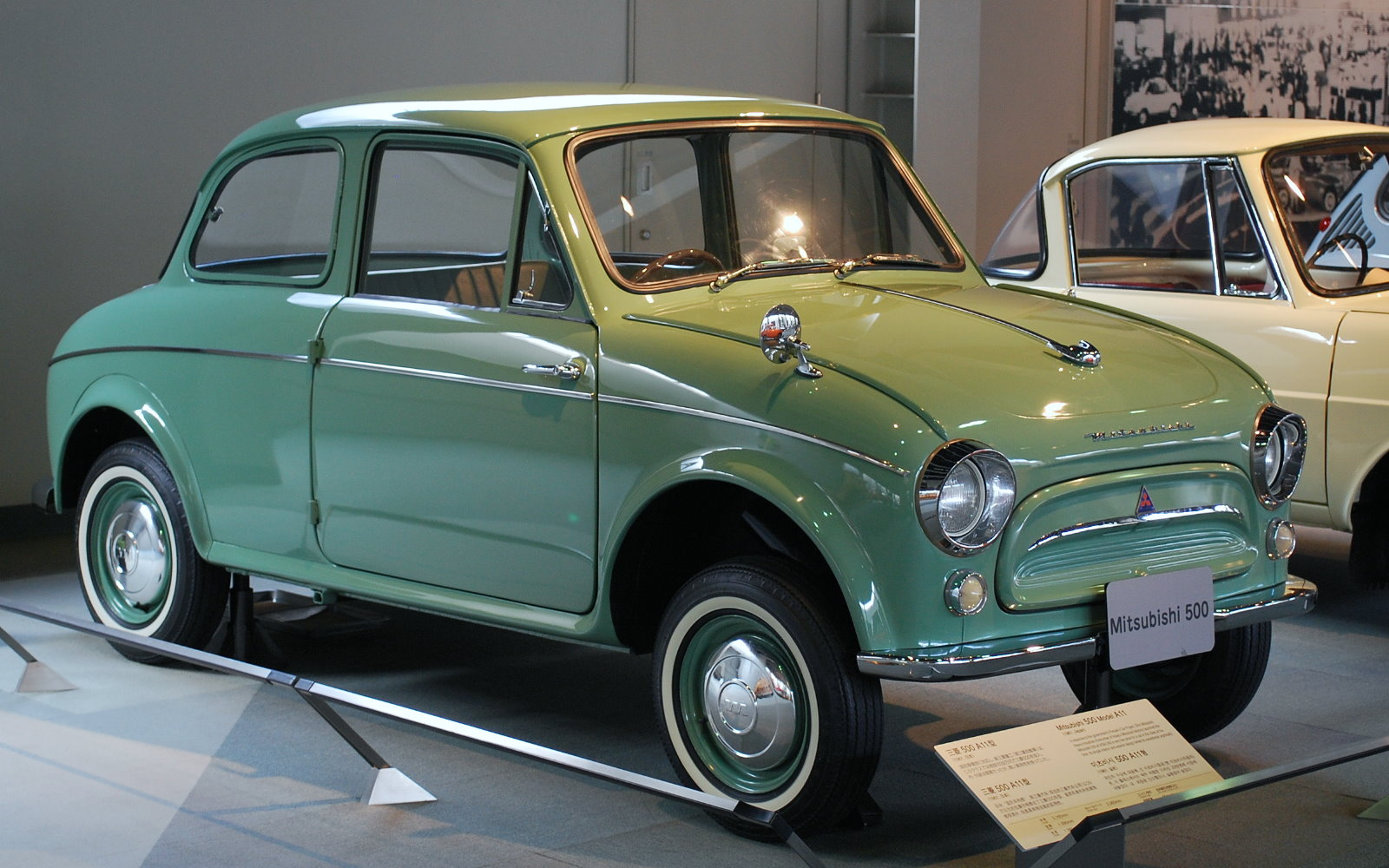
Mitsubishi 500

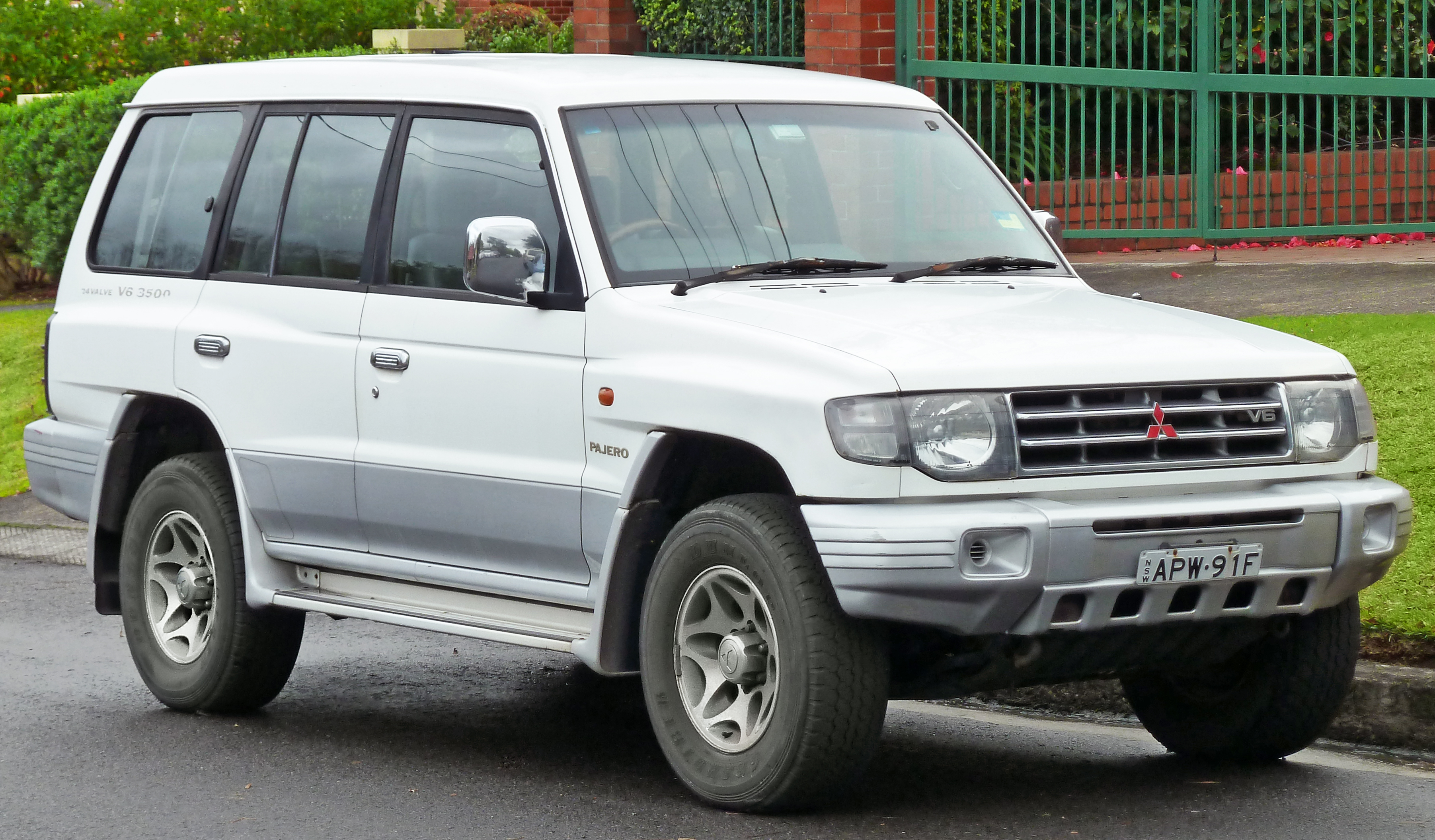
Mitsubishi Pajero

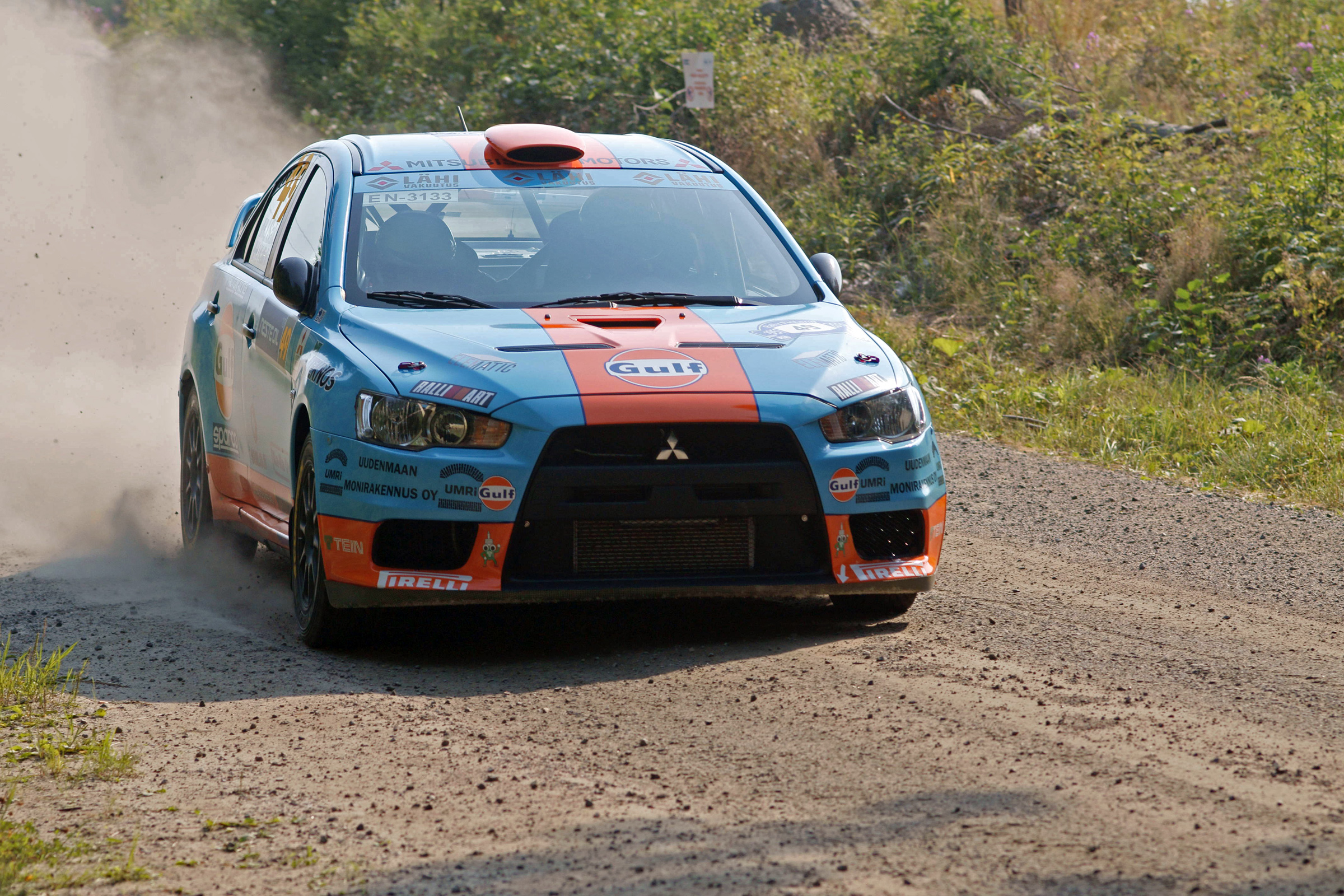
Mitsubishi Lancer Evolution X

Mitsubishi Motors Corporation (ja:三菱自動車工業株式会社, Mitsubishi Jidōsha Kōgyō Kabushiki Kaisha) är en japansk biltillverkare. Företaget grundades 1970 när biltillverkningen inom Mitsubishi Heavy Industries flyttades till ett eget bolag. Huvudkontoret ligger i Minato, Tokyo.

## Historik
Den första personbilen med namnet Mitsubishi tillverkades 1917 av Mitsubishi Kobe Dockyard Works och baserades på Fiat. Tillverkningen var mycket blygsam och lades ned redan 1921 men Mitsubishi fortsatte bygga tyngre fordon fram till slutet av andra världskriget. I början av 1950-talet återupptog Mitsubishi Heavy Industries (MHI) biltillverkningen genom att bygga Henry J och Jeep på licens från USA. Från början av 1960-talet byggde MHI egenkonstruerade personbilar.
1970 lyftes biltillverkningen ut ur MHI och blev ett eget företag med namnet Mitsubishi Motors Corporation (MMC). Året därpå köpte Chrysler Corporation 15% av MMC och Mitsubishis bilar såldes i USA under namnen Dodge och Plymouth. Samarbetet har fortsatt även sedan Chrysler sålt sina andelar i MMC och företagen har bland annat en gemensam fabrik i Normal, Illinois. MMC har även haft samarbete med Volvo med tillverkning av systermodellerna Volvo S40 och Mitsubishi Carisma i holländska Born. MMC är idag ensam ägare till NedCar. MMC samarbetar också med PSA-gruppen som säljer Mitsubishi i-Miev och Mitsubishi Outlander under namnen Peugeot och Citroën.
MMC drabbades hårt av asienkrisen i slutet av 1990-talet med vikande försäljning som följd. Bristen på kapital ledde till stagnation i produktutvecklingen, men under senare delen av 2000-talet har MMC presenterat en rad nya modeller.

## Motorsport
Mitsubishi har firat stora framgångar inom rallyvärlden. Tommi Mäkinen tog fyra VM-titlar med Mitsubishi mellan 1996 och 1999. Mitsubishi vann även märkes-VM 1998. I Dakarrallyt är Mitsubishi det mest framgångsrika märket i bilklassen.

## Mitsubishimodeller
| - Mitsubishi 3000GT - Mitsubishi 380 - Mitsubishi Carisma - Mitsubishi Colt - Mitsubishi Colt Plus - Mitsubishi Diamante - Mitsubishi Eclipse - Mitsubishi eK | - Mitsubishi Endeavour - Mitsubishi FTO - Mitsubishi Galant - Mitsubishi Grandis - Mitsubishi i - Mitsubishi i-Miev - Mitsubishi L200 - Mitsubishi Lancer - Mitsubishi Lancer Evolution | - Mitsubishi Minica - Mitsubishi Outlander - Mitsubishi Pajero - Mitsubishi Pajero Pinin - Mitsubishi Pajero Sport - Mitsubishi Raider - Mitsubishi Sigma - Mitsubishi ASX |